# Nelinho
Nelinho, celým jménem Manoel Rezende de Mattos Cabral (* 26. července 1950 Rio de Janeiro) je bývalý brazilský fotbalista, obránce. 

## Fotbalová kariéra
Začínal v týmu America Football Club. Dále hrál postupně v portugalské lize za FC Barreirense, ve venezuelské lize za Deportivo Anzoátegui SC a nižší brazilskou soutěž za Bonsucesso Futebol Clube. V kariéře pokračoval v brazilské lize v týmech Remo Belém, Cruzeiro Esporte Clube a CA Mineiro. V jihoamerickém Poháru osvoboditelů nastoupil ve 30 utkáních a dal 11 gólů, v Interkontinentálním poháru nastoupil ve 2 utkáních a ve Veletržním poháru nastoupil ve 2 utkáních. V roce 1976 Pohár osvoboditelů s Cruzeirem vyhrál. Za brazilskou fotbalovou reprezentaci nastoupil v letech 1974–1981 ve 41 utkáních a dal 6 gólů. Byl členem brazilské reprezentace na Mistrovství světa ve fotbale 1974, nastoupil ve 3 utkáních. Byl členem brazilské reprezentace na Mistrovství světa ve fotbale 1978 v Argentině, nastoupil ve 4 utkáních, dal 2 góly a s týmem získal bronzové medaile za třetí místo.

## Ligová bilance
| Ročník                                  | Zápasy | Góly | Klub                    |
| --------------------------------------- | ------ | ---- | ----------------------- |
| Campeonato Brasileiro Série A 1969      | -      | -    | America Football Club   |
| Campeonato Brasileiro Série A 1970      | -      | -    | America Football Club   |
| 1. portugalská liga 1970/1971           | 6      | 0    | FC Barreirense          |
| 1. venezuelská liga 1971                | -      | -    | Deportivo Anzoátegui SC |
| Campeonato Brasileiro Série A 1972      | 10     | 0    | Remo Belém              |
| Campeonato Brasileiro Série A 1973      | 33     | 5    | Cruzeiro Esporte Clube  |
| Campeonato Brasileiro Série A 1974      | 12     | 3    | Cruzeiro Esporte Clube  |
| Campeonato Brasileiro Série A 1975      | 28     | 6    | Cruzeiro Esporte Clube  |
| Campeonato Brasileiro Série A 1976      | -      | -    | Cruzeiro Esporte Clube  |
| Campeonato Brasileiro Série A 1977      | 16     | 6    | Cruzeiro Esporte Clube  |
| Campeonato Brasileiro Série A 1978      | 19     | 5    | Cruzeiro Esporte Clube  |
| Campeonato Brasileiro Série A 1979      | 12     | 1    | Cruzeiro Esporte Clube  |
| Campeonato Brasileiro Série A 1980      | 18     | 4    | Cruzeiro Esporte Clube  |
| Campeonato Brasileiro Série A 1981      | 4      | 0    | Cruzeiro Esporte Clube  |
| Campeonato Brasileiro Série A 1982      | 13     | 4    | Cruzeiro Esporte Clube  |
| Campeonato Brasileiro Série A 1982      | -      | -    | CA Mineiro              |
| Campeonato Brasileiro Série A 1983      | 23     | 7    | CA Mineiro              |
| Campeonato Brasileiro Série A 1984      | 13     | 1    | CA Mineiro              |
| Campeonato Brasileiro Série A 1985      | 27     | 7    | CA Mineiro              |
| Campeonato Brasileiro Série A 1986/1987 | 14     | 3    | CA Mineiro              |
| Campeonato Brasileiro Série A 1987/1988 | -      | -    | CA Mineiro              |
| CELKEM Campeonato Brasileiro Série A    | -      | -    |                         |